# Личный чемпионат СССР по шахматной композиции 1965
Чемпионат СССР по шахматной композиции 1965 — 7-й личный чемпионат.
П/ф — 528 композиций 91 автора, опубликованных в 1962—1964.

## Двухходовки
П/ф — 177 задач 43 авторов. Финал — 35 задач 17 авторов. 
Судья — Домбровскис. 
1. Чепижный — 163 очка; 

2. Лошинский — 139; 

3. Лившиц — 70; 

4. Драйска — 55; 

5. Н. Косолапов — 54; 

6. Рухлис — 52; 

7. Печёнкин — 37; 

8. Руденко — 30; 

9—10. В. Лидер и А. Ярославцев — по 22; 

11. Гебельт — 19; 

12. С. Шедей — 16; 

13. Ю. Сушков — 15½; 

14. Кисис — 15; 

15. В. Тимонин — 14; 

16. М. Гафаров — 4½; 

17. И. Бирбрагер — 4;
Лучшая композиция — Лившиц и Руденко.

## Трёхходовки
П/ф — 105 задач 32 авторов. Финал — 35 задач, 18 авторов. 
Судья — Кофман. 
1. Лошинский — 263½ очка; 

2. Я. Владимиров — 160; 

3. Гуляев — 66; 

4—6. Гебельт, Тимонин и А. Ярославцев — по 41; 

7. Орешин — 24; 

8. Загоруйко — 17½; 

9. Шиф — 12½; 

10. Ан. Кузнецов — 11½; 

11. Калинин — 10; 

12—13. Ю. Гордиан и И. Ляпунов — по 8½; 

14—15. А. Копнин и Ф. Россомахо — по 7½; 

16. Мельниченко — 6; 

17. В. Сычёв — 5; 

18. Сушков — 1.
Лучшая композиция — Лошинский.

## Многоходовки
П/ф — 74 задачи 22 авторов. Финал — 35 задач 15 авторов. 
Судья — Руденко. 
1. Владимиров — 211½ очков;
2. Лошинский — 180½;
3. Попандопуло — 92;
4. Гуляев — 56;
5. Печёнкин — 41½;
6. Шиф — 26½;
7. Сушков — 25;
8. Ан. Кузнецов — 20½;
9. А. Копнин — 20;
10. Чепижный — 16;
11. Б. Авшаров — 15;
12. Зелепукин — 10;
13. Гафаров — 7½;
14. Калинин — 7;
15. А. Ярославцев — 3.

Лучшая композиция — Лошинский.

## Этюды
П/ф — 172 этюда 34 авторов. Финал — 35 этюдов 23 авторов.
Судьи: Авербах и Ан. Кузнецов. 
1. Корольков — 170 очков; 

2. Каспарян — 121; 

3. Брон — 67; 

4. Погосянц — 61; 

5. Чеховер — 37; 

6. Горгиев — 34½; 

7. Студенецкий — 34; 

8. Митрофанов — 32; 

9. А. Беленький — 25; 

10. Тявловский — 21; 

11. Казанцев — 20; 

12—13. Бондаренко и Ал. Кузнецов — по 19; 

14. А. Копнин — 16; 

15. Надареишвили — 13; 

16. Р. Мандинян — 11½; 

17. Евреинов — 11; 

18. Кралин — 7; 

19—20. В. Хортов и Якимчик — по 4; 

21. Бадай — 2; 

22—23. В. Каландадзе и Неидзе — по 1½. 
Лучшая композиция — Корольков.